# Nasusina inferior
Nasusina inferior är en fjärilsart som beskrevs av George Duryea Hulst 1896. Nasusina inferior ingår i släktet Nasusina och familjen mätare. Inga underarter finns listade i Catalogue of Life.